# Esparta (Honduras)
Esparta es un municipio del departamento de Atlántida en la República de Honduras.

## Límites
| Orientación | Límite                            |
| ----------- | --------------------------------- |
| Norte       | Mar Caribe                        |
| Sur         | Municipio de Yoro, Yoro           |
| Este        | Municipio de La Masica, Atlántida |
| Oeste       | Municipio de Arizona, Atlántida   |

Su extensión territorial es de 460.4 km².

## Población
De acuerdo al censo de 2013 con proyección a 2020 tiene una población de 26,233 habitantes.

## Turismo
Sus fiestas patronales son celebradas el 15 de agosto, en honor a la Virgen del Tránsito.

## Política
| Puesto      | Funcionario                      | Partido político       |
| ----------- | -------------------------------- | ---------------------- |
| Alcalde     | Edgardo Ramírez Romero           | Partido Liberal        |
| Vicealcalde | German Misael Martínez Andino    | Partido Liberal        |
| Regidor 1   | Ana Lidia Valenzuela Molina      | Partido Liberal        |
| Regidor 2   | Carlos Eduardo Cortez González   | Partido Nacional       |
| Regidor 3   | Melvin Alexis Castro Valladares  | Partido Liberal        |
| Regidor 4   | Martha Olivia Piedi Acosta       | Partido Nacional       |
| Regidor 5   | Lidia Angélica Hernández Casco   | Partido Liberal        |
| Regidor 6   | Hanner Alberto Hernández Bonilla | Partido Nacional       |
| Regidor 7   | Noé Javier Villalta Davidson     | Libertad y Refundación |
| Regidor 8   | Marcelino Lanza Castro           | Partido Liberal        |

## División política
- Aldeas: 31 (2013).
- Caseríos: 104 (2013).

| Código | Aldea                     | Código    | Caserío                           |
| ------ | ------------------------- | --------- | --------------------------------- |
| 010301 | Esparta                   | 010301001 | Esparta                           |
| 010301 | Esparta                   | 010301002 | El Embarcadero                    |
| 010301 | Esparta                   | 010301003 | Ignorado                          |
| 010301 | Esparta                   | 010301004 | La Cien                           |
| 010301 | Esparta                   | 010301005 | La Enroscada                      |
| 010301 | Esparta                   | 010301006 | La Guadalupita                    |
| 010301 | Esparta                   | 010301007 | Lechugoso o El Higueral           |
| 010301 | Esparta                   | 010301008 | Nerones                           |
| 010301 | Esparta                   | 010301009 | Sofía                             |
| 010301 | Esparta                   | 010301010 | Tres Banderas                     |
| 010301 | Esparta                   | 010301011 | Hacienda El Higueral              |
| 010302 | Agua Caliente             | 010302001 | Agua Caliente                     |
| 010302 | Agua Caliente             | 010302002 | Desvío a Campo Nuevo              |
| 010302 | Agua Caliente             | 010302003 | El Higueral                       |
| 010303 | Barranquilla Norte        | 010303001 | Barranquilla Norte                |
| 010304 | Buenos Aires              |           |                                   |
| 010305 | Campo Nuevo               |           |                                   |
| 010306 | Cayo de Venado            |           |                                   |
| 010307 | Ceibita Way               |           |                                   |
| 010308 | Colonia Brisas de América |           |                                   |
| 010309 | Colorado Barra            | 010309001 | Colorado Barra                    |
| 010309 | Colorado Barra            | 010309002 | El Boquerón                       |
| 010309 | Colorado Barra            | 010309003 | Ignorado                          |
| 010309 | Colorado Barra            | 010309004 | Hacienda La Florida               |
| 010309 | Colorado Barra            | 010309007 | Zambuquito                        |
| 010309 | Colorado Barra            | 010309008 | Miraflores                        |
| 010310 | El Jazmín                 | 010310001 | El Jazmín                         |
| 010311 | El Suspiro                | 010311001 | El Suspiro                        |
| 010311 | El Suspiro                | 010311004 | Asentamiento Veintiuno de Octubre |
| 010311 | El Suspiro                | 010311006 | Colombo N.º 1                     |
| 010311 | El Suspiro                | 010311007 | El Marañón                        |
| 010311 | El Suspiro                | 010311009 | La Granadita                      |
| 010311 | El Suspiro                | 010311011 | Verdún                            |
| 010312 | Flores de Italia          | 010312001 | Flores de Italia                  |
| 010312 | Flores de Italia          | 010312002 | La 20 de Enero                    |
| 010313 | La Guadalupe              | 010313001 | La Guadalupe                      |
| 010313 | La Guadalupe              | 010313002 | Colonia Mendoza                   |
| 010313 | La Guadalupe              | 010313003 | El Limón                          |
| 010313 | La Guadalupe              | 010313006 | Las Palmas                        |
| 010313 | La Guadalupe              | 010313007 | La Manga                          |
| 010314 | La Libertad               | 010314001 | La Libertad                       |
| 010314 | La Libertad               | 010314002 | El Rayo                           |
| 010314 | La Libertad               | 010314003 | Montaña La Libertad               |
| 010315 | La Tarralosa              | 010315001 | La Tarralosa                      |
| 010315 | La Tarralosa              | 010315002 | El Cerro                          |
| 010315 | La Tarralosa              | 010315003 | El Guachipilín                    |
| 010316 | Las Américas N.º 1        | 010316001 | Las Américas N.º 1                |
| 010316 | Las Américas N.º 1        | 010316002 | El Diamante                       |
| 010317 | Las Delicias              | 010317001 | Las Delicias                      |
| 010317 | Las Delicias              | 010317002 | Los Laureles                      |
| 010318 | Las Delicias del Norte    |           |                                   |
| 010319 | Las Flores de Leán        |           |                                   |
| 010320 | Lombardía o La Curva      |           |                                   |
| 010321 | Los Cerritos              |           |                                   |
| 010322 | Mata de Guineo            | 010322002 | El Mal Paso                       |
| 010322 | Mata de Guineo            | 010322006 | Vegas de Nutria                   |
| 010323 | Nueva Esperanza           | 010323001 | Nueva Esperanza                   |
| 010324 | Nueva Go                  | 010324001 | Nueva Go                          |
| 010324 | Nueva Go                  | 010324003 | Finca Villa América o Hda. Los    |
| 010324 | Nueva Go                  | 010324004 | Lagunita                          |
| 010325 | París de Leán             | 010325001 | París de Leán                     |
| 010326 | Piedras de Afilar         | 010326001 | Piedras de Afilar                 |
| 010326 | Piedras de Afilar         | 010326004 | Quebrada Grande                   |
| 010327 | Río Chiquito Norte        | 010327001 | Río Chiquito Norte                |
| 010327 | Río Chiquito Norte        | 010327002 | Chale                             |
| 010327 | Río Chiquito Norte        | 010327003 | Puente Leán                       |
| 010327 | Río Chiquito Norte        | 010327004 | Río Chiquito N.º 2                |
| 010328 | La Rosita                 | 010328001 | La Rosita                         |
| 010328 | La Rosita                 | 010328002 | El Diez y Ocho                    |
| 010328 | La Rosita                 | 010328005 | Pimienta                          |
| 010328 | La Rosita                 | 010328006 | Thompson                          |
| 010329 | San José                  | 010329001 | San José                          |
| 010329 | San José                  | 010329002 | Colombo N.º 2                     |
| 010329 | San José                  | 010329004 | La Colmena                        |
| 010329 | San José                  | 010329005 | La Lorena                         |
| 010329 | San José                  | 010329006 | La Manga                          |
| 010329 | San José                  | 010329007 | Las Lomas                         |
| 010329 | San José                  | 010329008 | Las Veinte                        |
| 010329 | San José                  | 010329009 | Montaña de Verdun                 |
| 010330 | Siempre Viva              | 010330001 | Siempre Viva                      |
| 010330 | Siempre Viva              | 010330002 | El Rincón o El Edén               |
| 010331 | Sombra Verde              | 010331001 | Sombra Verde                      |
| 010331 | Sombra Verde              | 010331002 | Col. Lempira                      |
| 010331 | Sombra Verde              | 010331003 | Col. 11 de Marzo                  |